# Душан Валожић
Душан Валожић (Београд, 1858 — Ниш, 1889) био је српски књижар и штампар. Био је млађи син Велимира Валожића, српског књижара и издавача.

## Биографија
Рођен је 1858. године у Београду, од оца Велимира Валожића и Перке Касапиновић. Заједно са старијим братом Милошем Валожићем наставио је очев посао и по његовој жељи отишао је у Мађарску и Немачку на студије на којима је специјално изучавао књижарство. У Србију се вратио 1880. године и остао код оца у књижари неко време, али се 1881. одвојио и отишао у Ниш, где је отворио самосталну књижару са штампаријом.
Душан Валожић умро је врло млад, у 31. години, марта 1889.

### Породица
Душанов отац, Велимир Валожић рођен је 1814. године (под именом Лаврентије Валаух) у Чешкој где је заршио гимназију, а касније се школовао у Бечу. Због здравствених проблема, 1849. године долази у Кнежевину Србију и у њој остаје. У Београду упознаје малу групу интелектуалаца која се окупљала у књижари Милоша Поповића. Валаух 1852. године се жени српкињом Персидом (Перком) Касапиновић и тако прелази у православље и добија име Велимир Валожић. Са њом је имао троје деце: Милоша, Душана и Милеву. Велимир Валожић није био само књижар-продавац већ и књижар-издавач. У то доба, његова књижара је била једина издавачка књижара у Београду и Србији, и сва његова издања штампана су искључиво у Државној штампарији. Његова књижара је у тадашњи народни читалачки репертоар увела европски роман. Велимир Валожић је умро 27. децембра 1887. године у Београду.
Милош Валожић, Душанов старији брат, наставио је да води књижару под именом свог оца. Издања су му била бројна и кретала су се истим правцем као и очева, али за разлику од њега није био везан за Државну штампарију већ је штампао и код приватних штампара. Са супругом Милевом имао је два сина, Михаила и Драгутина, а књижару је водио до 15. августа 1909. године када је несрећно преминуо. Милошев рад наставио је син Драгутин који је био и последњи власник књижаре.

### Политичка ангажованост
Душан се у Нишу кретао у кругу напредних људи, који су се истицали својим политичким обележјем, и прилазио је онима који су се држали национално-либералне струје. Врло брзо, његово активно ангажовање на политичком плану учинило га је једним од првака странке, а 1883. године изабран је за кмета нишке општине.
Убрзо после Тимочке буне улази као посланик у Велику народну скупштину.
Када је преминуо, у знак жалости, сви чланови Национално-либералне странке носили су на рукавима црне траке с уоквиреном сликом Душана Валожића.

## Књижарска делатност
Душану Валожићу је његова књижарска и штампарска професија омогућила да око себе скупи све виђене људе нишког одабраног друштва. У склопу живог националног покрета који у то време све више јача, посебна пажња поклањала се ширењу српске књиге, како по свим новоослобођеним окрузима до Пирота и Ристовца, тако и са друге стране границе тадашње Србије, која је и даље била под турском влашћу. Организацију растурања и продају књига водио је Душан Валожић. У свом магацину, поред сопствених издања, која су најчешће имала национална обележја, имао је и велики број издања београдске књижаре Валожића. Све те књиге су преко поверљивих људи и махом преко ђака, преношене иза границе и растуране међу народом, где су читане са великим одушевљењем. Одгајан као прави родољуб, Душан је волео омладину, па ју је окупљао око себе, саветовао и давао примере из српске прошлости, те је тако међу њима увек имао некога преко кога ће даље да пропагира српску књигу и да шири националну свест. За све што је чинио за националну пропаганду и за српску књигу, Душан Валожић је добијао признања чак и од Јована Ристића и Јована Авакумовића, а др Владан Ђорђевић, тада српски посланик у Цариграду, саветима је помагао Душану како да најлакше протури књиге у крајеве под турском управом.
Његову књижару је касније преузео Коста Јовановић.